# Liste de jeux vidéo Doraemon
 (mars 2019).
Doraemon est une franchise japonaise, également portée dans l'industrie vidéoludique. La franchise compte un total de 65 jeux vidéo pour la majeure partie sur console, uniquement publié au Japon. Un prototype de jeu d'arcade est visionné grâce à l'émulation M.A.M.E.

## Liste
| Titre                                                          | Console               | Date de sortie |
| -------------------------------------------------------------- | --------------------- | -------------- |
| Doraemon (Arcadia 2001)                                        | Arcadia 2001          | 1983           |
| Doraemon Nobita's Time Machine the Great Adventure             | Super Cassette Vision | 1985           |
| Doraemon (Famicom)                                             | Famicom               | 1990           |
| Doraemon: Giga Zombie no gyakushū                              | Famicom               | 1990           |
| Doraemon: Nobita to yōsei no kuni                              | Super Famicom         | 1993           |
| Doraemon 2 (Super Famicom)                                     | Super Famicom         | 1993           |
| Doraemon 3 (Super Famicom)                                     | Super Famicom         | 1994           |
| Doraemon 4: Nobita in the Moon Kingdom (Super Famicom)         | Super Famicom         | 1995           |
| Doraemon: Nobita to 3-tsu no seireiseki                        | Nintendo 64           | 1997           |
| Doraemon 2: Nobita to hikari no shinden                        | Nintendo 64           | 1998           |
| Doraemon 3: Nobita no machi SOS!                               | Nintendo 64           | 2000           |
| Doraemon: Minna de asobō! Minidorando                          | GameCube              | 2003           |
| Doraemon - Taiketsu Himitsu Dogu!!                             | Game Boy              | 1991           |
| Doraemon 2 - Animal Wakusei Densetsu                           | Game Boy              | 1992           |
| Doraemon Kart (Game Boy)                                       | Game Boy              | 1998           |
| Doraemon no Game Boy de Asobouyo: Deluxe 10                    | Game Boy              | 1998           |
| Doraemon no Study Boy 1: Shouichi Koguko Kanji                 | Game Boy              | 1997           |
| Doraemon no Study Boy 2: Shouichi Sansuu Keisan                | Game Boy              | 1997           |
| Doraemon no Study Boy 3: Ku Ku Master                          | Game Boy              | 1997           |
| Doraemon no Study Boy 4: Shouni Kokugo Kanji                   | Game Boy              | 1997           |
| Doraemon no Study Boy 5: Shouni Sansuu Keisan                  | Game Boy              | 1997           |
| Doraemon no Study Boy 6: Gakushuu Kanji Master 1006            | Game Boy              | 1998           |
| Doraemon Kart 2                                                | Game Boy Color        | 1999           |
| Doraemon: Aruke aruke Labyrinth                                | Game Boy Color        | 1999           |
| Doraemon: kimi to pet no monogatari                            | Game Boy Color        | 2001           |
| Doraemon memories: Nobita no omoi izaru daibōken               | Game Boy Color        | 2000           |
| Doraemon no Quiz Boy                                           | Game Boy Color        | 2000           |
| Doraemon no study boy: Kuku Game                               | Game Boy Color        | 2000           |
| Doraemon no study boy: Gakushū kanji game                      | Game Boy Color        | 2001           |
| Doraemon no Quiz Boy 2                                         | Game Boy Color        | 2002           |
| Doraemon no study boy: Kanji yomikaki master                   | Game Boy Color        | 2003           |
| Doraemon: Nobita no dokidoki! Obake Land                       | Virtual Boy           | 1996 (annulé)  |
| Doraemon Dokodemo Walker                                       | Game Boy Advance      | 2002           |
| Doraemon: Midori no Wakusei Doki Doki Daikyuushuutsu!          | Game Boy Advance      | 2001           |
| Doraemon: Nobita no kyōryū 2006 DS                             | Nintendo DS           | 2006           |
| Doraemon: Nobita no shin makai daibōken DS                     | Nintendo DS           | 2007           |
| Doraemon: Nobita to midori no kyojinden DS                     | Nintendo DS           | 2008           |
| Dorabase: Doraemon Chô-yakyû Gaiden                            | Nintendo DS           | 2007           |
| Dorabase 2: Nettou Ultra Stadium                               | Nintendo DS           | 2009           |
| Kaite Oboeru: Dora-Gana                                        | Nintendo DS           | 2008           |
| Doraemon Wii: Himitsu Douguou Ketteisen                        | Wii                   | 2007           |
| Doraemon: Yume Dorobou to 7 Nin no Gozansu                     | Mega Drive            | 1993           |
| Doraemon: Nobi futo to fukkatsu no hoshi                       | Sega Saturn           | 1996           |
| Boku Doraemon                                                  | Dreamcast             | 2001           |
| Doraemon: Nora no Suke no Yabou                                | Game Gear             | 1993           |
| Doraemon: Wakuwaku Pocket Paradise                             | Game Gear             | 1996           |
| Doraemon 2: SOS! Otogi no Kuni                                 | PlayStation           | 1997           |
| Doraemon 3: Makai no dungeon                                   | PlayStation           | 2000           |
| Doraemon: Nobi Futo to Fukkatsu no Hoshi                       | PlayStation           | 1996           |
| Kids Station - Doraemon: Himitsu no yojigen pocket             | PlayStation           | 2001           |
| Doraemon: Meikyū daisakusen                                    | TurboGrafx 16         | 1989           |
| Doraemon: Nobita no dorabian nights                            | TurboGrafx 16         | 1991           |
| Doraemon: Nobita no dorabian nights                            | TurboGrafx CD         | 1992           |
| Doraemon: Yūjō densetsu                                        | 3DO                   | 1995           |
| Pocket no chū no Doraemon                                      | WonderSwan Color      | 1995           |
| Doraemon Monopoly                                              | Windows/Xbox 360      | 1998           |
| Paso Pico: Doraemon: Nobita no Machinaka Doki Doki Tanken!     | Windows/Xbox 360      | 1998           |
| Doraemon: Nobita to Himitsu Dougu o Mitsukeyou!                | Windows               | 1999           |
| Doraemon: Nobita to Maigo no Kyouryuu                          | Windows               | 2000           |
| Doraemon: Taimu Mashin de Daibōken!                            | Windows               | 2001           |
| Doraemon: Nobita's Ranch Story / Doraemon: Story of Seasons    | Windows               | 2019           |
| Doraemon - Nobita to maigo no kyōryū                           | Sega Pico             | 1993           |
| Doraemon - Nobita no machinaka dokidoki tanken!                | Sega Pico             | 1994           |
| Quiz ni Challenge! Doraemon                                    | Sega Pico             | 1995           |
| Doraemon - Taimu Mashin de Daibōken!                           | Sega Pico             | 1995           |
| Yobeba Kotaeru Doraemon: Nobita to Himitsu Dougu o Mitsukeyou! | Sega Pico             | 1997           |
| Doraemon - Yōchien hata no shīna                               | Sega Pico             | 1997           |
| Doraemon - Ensoku-Imohori-Undōkai                              | Sega Pico             | 1997           |
| Hajimema Series 6 Quiz ni Challenge! Doraemon                  | Sega Pico             | 1998           |
| Issho ni Utaou! Doraemon Wakuwaku Karaoke                      | Sega Pico             | 1998           |
| Doraemon - Yometa yo-Kaketa yo Hiragana Katakana               | Sega Pico             | 1999           |
| Itsudemo isho Doraemon Set                                     | Sega Pico             | 1999           |
| Doraemon - Kazoete-Kanzan kazu tokei                           | Sega Pico             | 2001           |
| Doraemon - Eigo de asobō ABC                                   | Sega Pico             | 2002           |
| Doraemon - Chīku asobi Dorarando                               | Sega Pico             | 2003           |
| Doraemon tanoshiku o-keiko hiragana katakana                   | Advanced Pico Beena   | 2005           |
| Doraemon tanoshī en seikatsu yōchien hoikuen                   | Advanced Pico Beena   | 2005           |
| Doraemon chinō daikaihatsu! Wakuwaku game land                 | Advanced Pico Beena   | 2006           |
| Doraemon wakuwaku sekai isshū game ~Asonde oboeru chizu kokki~ | Advanced Pico Beena   | 2010           |
| Doraemon no Eawase Montage (prototype)                         | Sunsoft/Epoch         | 1993 (annulé)  |